# 吴夫人 (司马师)
吴夫人（?—?），三国时期曹魏执政司马师的第二任夫人，濮阳人，镇北将军吴质的女儿。青龙二年（234年）时司馬師的第一任夫人夏侯徽逝世，后聘吴质的女儿为续妻，不久就離婚，史书没有记载原因，然后又娶了蔡文姬的姨甥女羊徽瑜（羊祜的姐姐）。